# Atentado de la plaza de Mayo del 15 de abril de 1953

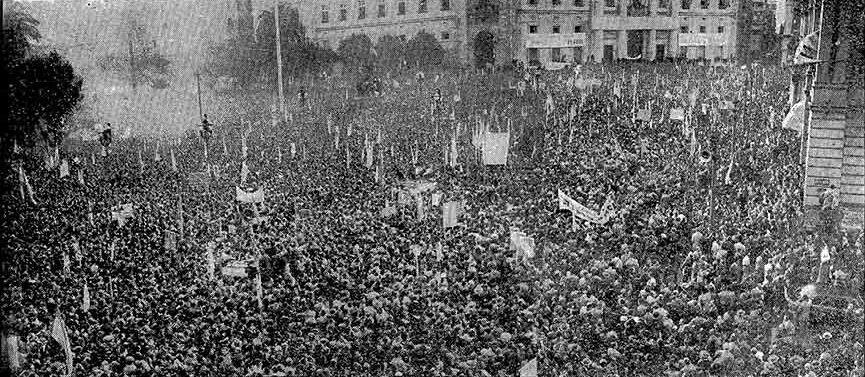
Acto de la Confederación General del Trabajo.

El atentado en la Plaza de Mayo del 15 de abril de 1953 fue un ataque terrorista perpetrado por un grupo antiperonista con militantes de la UCR que consistió en la detonación de dos bombas mientras se realizaba un acto sindical organizado por la Confederación General del Trabajo (CGT) en la Plaza de Mayo (frente a la Casa de Gobierno) de Buenos Aires, Argentina. Como resultado murieron seis personas y más de 90 quedaron heridas, entre ellos 19 mutilados. Luego de la masacre, algunos grupos peronistas quemaron locales identificados con la oposición antiperonista. Tras el golpe de Estado de 1955 que derrocó a Juan Domingo Perón, el grupo terrorista responsable fue amnistiado.

## Atentado

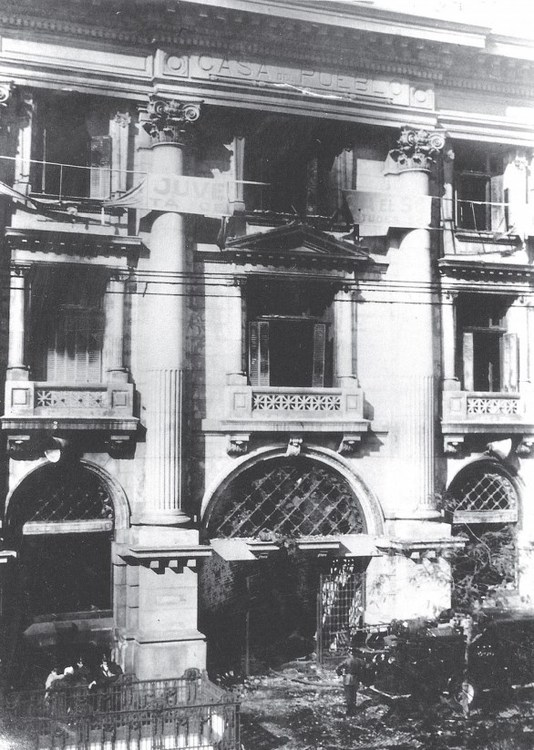
Buenos Aires 1953. La fachada de la Casa del Pueblo, sede del Partido Socialista tras el atentado del 15 de abril. (Archivo General de la Nación)

La explosión tuvo lugar en la céntrica Plaza de Mayo de Buenos Aires y la línea A de subterráneos que corre por debajo de la misma, mientras el entonces presidente Juan Domingo Perón se dirigía a los presentes desde la Casa Rosada.
Los terroristas también habían colocado bombas sobre la azotea del edificio del Banco de la Nación, con la intención de que la mampostería se desplomara sobre la multitud apiñada en sus cercanías. Esas bombas —que hubieran causado un número mucho mayor de víctimas— no estallaron. Días después los terroristas responsables de los atentados de la Plaza de Mayo, jóvenes profesionales y universitarios pertenecientes a familias de clase media alta, fueron detenidos y procesados por el Poder Judicial.
El grupo estuvo conformado por Roque Carranza, Carlos Alberto González Dogliotti, y los hermanos Alberto y Ernesto Lanusse, apoyados por el capitán Eduardo Thölke, que les proveyó los explosivos. El ataque provocó la reacción de manifestantes que incendiaron locales de los grupos que asociaban con los terroristas. El jefe del operativo, Arturo Mathov, tuvo notoriedad al llegar a ser diputado nacional por el radicalismo en 1960. Con respecto a las bombas, el historiador Félix Luna, citado por Galasso, sostiene que se trataba de un grupo de activistas habituales de la FUBA, adiestrados en el manejo de armas y explosivos, que ya habían intentado matar a Perón en uno de sus viajes. Casi todos pertenecían a familias tradicionales de buena posición económica.
Roque Carranza (1919-1986) ―quien más adelante fue ministro del presidente Raúl Alfonsín― y Carlos Alberto González Dogliotti fueron detenidos como autores materiales. Según Luna, ambos confesaron su autoría bajo torturas. Con posterioridad, González Dogliotti reconoció haber puesto las bombas, pero sostuvo que solo eran de estruendo y que los muertos y mutilados fueron consecuencia de la estampida de la multitud a causa del terror. Carranza negó luego haber colocado las bombas, aunque reconoció haber conocido el lugar donde se armaban, en tanto que sus conocidos coinciden en que «la actividad de Carranza durante los nueve años de gobierno peronista fue un incesante trajinar por los laboratorios caseros, donde se fabricaban explosivos».

## Las víctimas
Como resultado murieron seis personas (Santa Festigiata D’Amico, Mario Pérez, León David Roumeaux, Osvaldo Mouché, Salvador Manes y José Ignacio Couta) y más de 90 quedaron heridas; entre ellos, 19 mutilados.

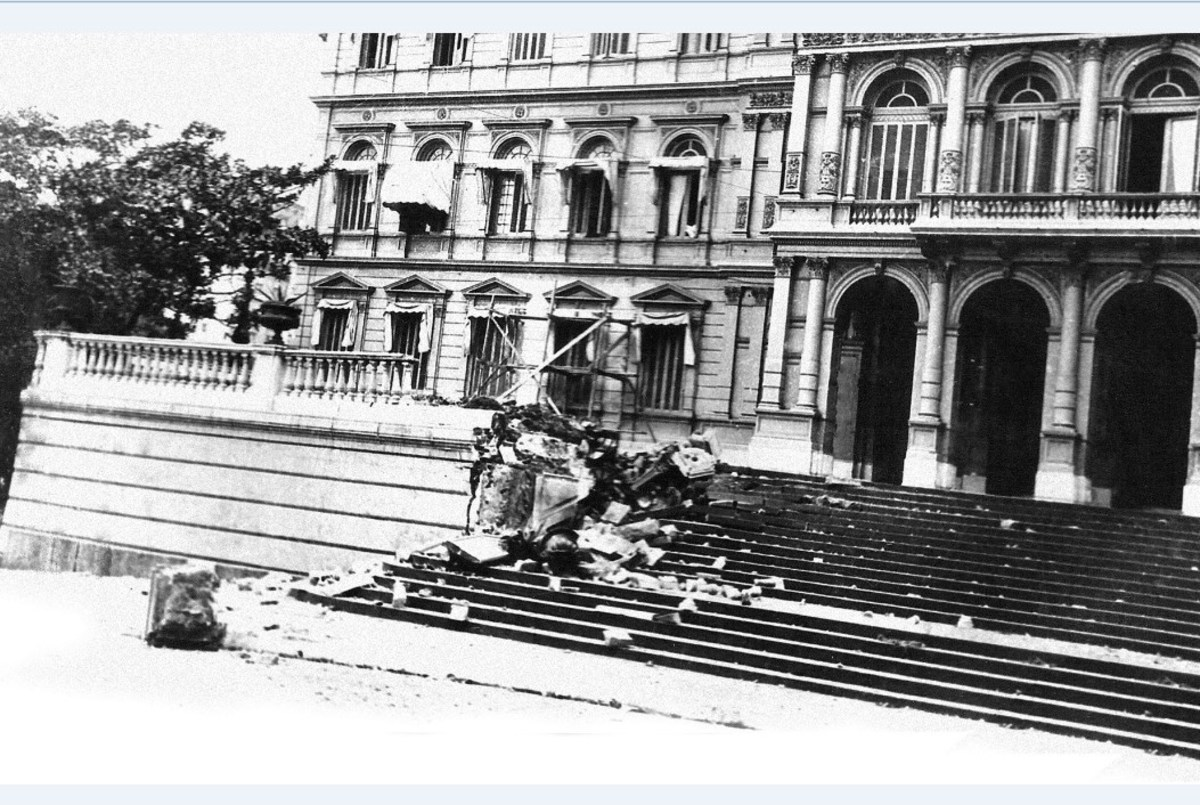
Foto de la Casa Rosada posterior al bombardeo

## La respuesta peronista
En respuesta al atentado, militantes y manifestantes peronistas provocaron incendios en sedes emblemáticas de la oposición peronista: los partidos demócrata, radical y socialista, así como el Jockey Club.

## Hechos posteriores
Los documentos desclasificados conocidos como «Fondo Rojas 1», indican que desde el 1 de junio de 1953 comenzaron una serie de acciones de agitación antigubernamental que consistían en la «provisión, distribución y preparación del armamento, munición, vehículos y combustibles de la infantería de Marina». 
Tras el Golpe de Estado de 1955 que derrocó a Juan D. Perón, el grupo terrorista fue amnistiado.
En 1987, un año después de la muerte de Carranza, se nombró en su honor una estación de subte de la ciudad de Buenos Aires.
En 2008, el diputado peronista Carlos Kunkel implicó también en el atentado al abogado y periodista Mariano Grondona, quien habría reconocido su participación directa, en su programa de televisión Hora Clave. Grondona también se había reivindicado como parte de los terroristas, al mismo tiempo que reconoció haber formado parte de los Comandos Revolucionarios Civiles.

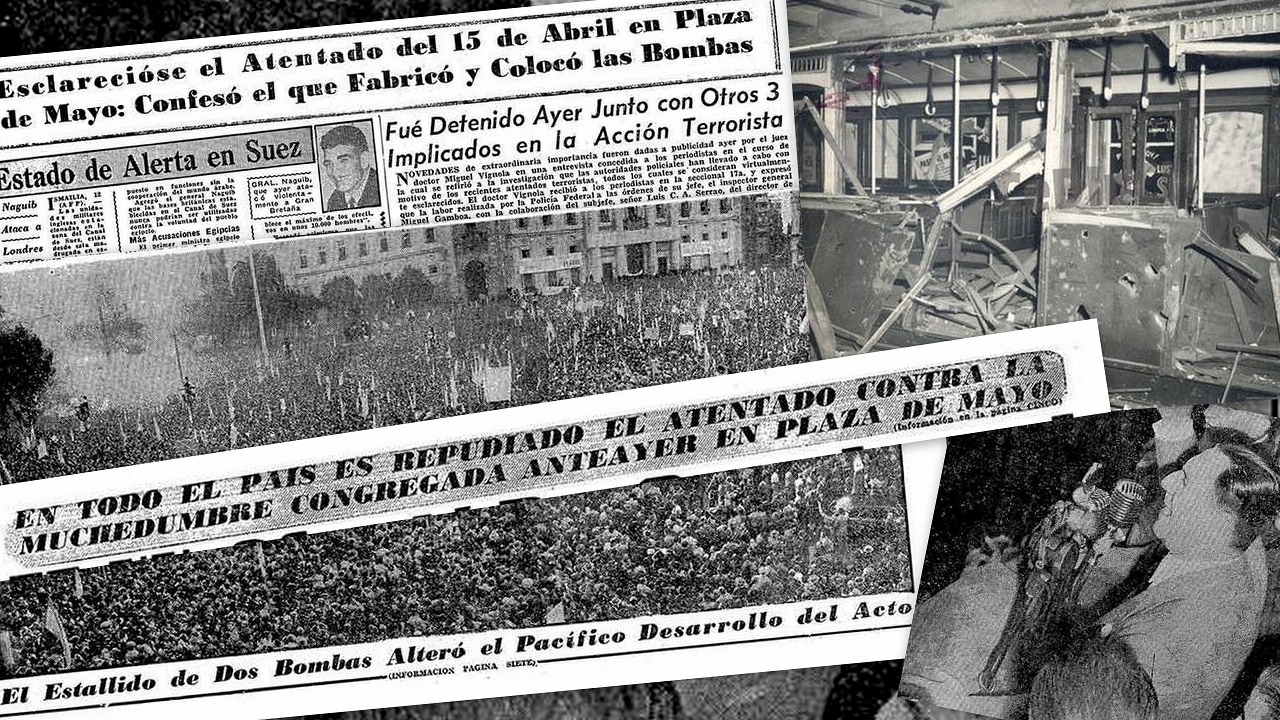
Titulares del atentado.